# Larbi Ben Barek
Larbi Ben Barek o Larbi Benbarek (àrab: العربي بن مبارك) (Casablanca, 16 de juny 1914 - 16 de setembre 1992) fou un futbolista franco-marroquí.
Fou una de les primeres estrelles futbolístiques africanes. Començà a jugar a futbol a clubs marroquins, però de ben jove es traslladà a França on defensà els colors de l'Olympique de Marsella, tot i que amb l'arribada de la Segona Guerra Mundial retornà al Marroc. Posteriorment defensà els colors de l'Stade Français, l'Atlètic de Madrid i de nou a l'Olympique.
Va jugar 17 cops amb la selecció francesa entre 1938 i 1954 (15 anys i 10 mesos, la trajectòria més llarga d'un futbolista amb la samarreta del gall).
Ben Barek es retirà com a futbolista a diversos clubs marroquins i algerians. Quan el Marroc assolí la independència, Ben Barek esdevingué el primer seleccionador de la selecció.

## Palmarès
- Lliga espanyola de futbol: 1950, 1951
- Copa Eva Duarte: 1951
- Campionat d'Àfrica del Nord: 1942